# Базель Ярослав Рудольфович
 Яросла́в Рудо́льфович Ба́зель (* 16 квітня 1956, смт Великий Березний Закарпатської області) — український хімік. Доктор хімічних наук (2000). Професор (2002).

## Біографія
Я. Р. Базель народився 16 квітня 1956 року в смт Великий Березний Закарпатської області. У 1973 році з золотою медаллю закінчив Великоберезнянську середню школу. В 1973–1978 роках навчався на хімічному факультеті Ужгородського державного університету, де здобув кваліфікацію «Хімік. Викладач хімії».
Трудову діяльність Я. Р. Базель розпочав учителем хімії Великоберезнянської СШ. У 1980–1983 роках навчався в аспірантурі при кафедрі аналітичної хімії УжДУ і під керівництвом П. П. Кіша займався дослідженням процесів комплексоутворення і екстракції. 30 травня 1984 року у Дніпропетровському державному університеті захистив дисертацію «Комплексоутворення і екстракція свинцю з галогенід-іонами та основними барвниками», на підставі чого йому було присвоєно вчений ступінь кандидата хімічних наук.
Випускник аспірантури Я. Р. Базель призначається молодшим науковим співробітником кафедри аналітичної хімії Ужгородського університету, а в 1984 році переводиться на посаду асистента цієї кафедри. У грудні 1990 року обирається доцентом кафедри аналітичної хімії УжДУ. У відповідному вченому званні затверджується у 1992 році.
29 лютого 2000 року в Київському національному університеті їм. Т. Г. Шевченка Я. Р. Базель захищає дисертацію «Іонні асоціати ацидокомплексів металів з основними барвниками у фотометричному аналізі та іонометрії» і у травні цього ж року йому присвоюється вчений ступінь доктора хімічних наук.
З червня 2000 року Я. Р. Базель працює професором кафедри аналітичної хімії Ужгородського університету, а в серпні 2001 року очолює її науково-педагогічний колектив.

## Науковий доробок
За час роботи в Ужгородському університеті Ярослав Рудольфович займався розробкою нових ефективних методик аналізу різноманітних складних зразків. Провів детальне дослідження і обґрунтував можливості аналітичного використання іонних асоціатів різних елементів з катіонними барвниками. Його наукові розробки присвячені систематичному вивченню оптичних та електрохімічних властивостей основних поліметинових барвників та їхніх іонних асоціатів з ацидокомплексами металів, використанню вивчених іонних асоціатів як ефективних аналітичних форм для фотометричного, екстракційно-фотометричного аналізу та іонометрії. Ним досліджено нові кольорові твердофазні реакції за участю поліметинових барвників у водній фазі, з'ясовано хімізм екстракції іонних асоціатів з водно-органічного середовища як ефективний спосіб покращення хіміко-аналітичних характеристик екстракційно-фотометричних методів аналізу, встановлено можливість використання іонних асоціатів як електродоактивних речовин пластифікованих іоноселективних електродів. Практичну цінність являють розроблені нові ефективні методики визначення мікрокількостей аргентум, бісмут, кобальт, купрум, ферум, галій, індій, молібден, плюмбум, паладій, платина, реній, талій, вольфрам, цинк в сплавах, високочистих, напівпровідникових матеріалах, біологічних об'єктах та об'єктах довкілля.
Я. Р. Базель є відомим спеціалістом у галузі аналітичної хімії. Його наукові інтереси стосуються спектрофотометрії, іонометрії, розробки нових фізико-хімічних методів аналізу.
Його перу належать близько 200 наукових праць, він є співавтором 18 винаходів. Брав участь у численних міжнародних наукових форумах, зокрема в Росії, Угорщині, Словаччині, Італії, Швейцарії, Португалії. Удостоєний звання «Почесний винахідник». Під його науковим керівництвом кандидатами хімічних наук стали Я. І. Студеняк, Ж. О. Кормош, Р. Шкумбатюк. Є головою Західного відділення Наукової ради з проблеми «Аналітична хімія» НАН України, член Нью-Йоркської академії наук, заступник голови Вченої Ради хімічного факультету УжНУ, член редколегій фахових наукових журналів «Вісник Ужгородського університету. Серія Хімія» та «Науковий вісник Волинського національного університету імені Лесі Українки. Хімічні науки».

## Винахідницька робота
Базель має 22 авторські свідоцтва та держпатенти України на винаходи. Методики впроваджені в багатьох лабораторіях і використовуються при аналізі сплавів, високочистих, напівпровідникових та надпровідних матеріалів, біологічних зразків, об'єктів довкілля (визначення свинцю в крові та повітрі — Ужгородська клінічна лікарня, Закарпатська обласна ветеринарна лабораторія; Закарпатська обласна санепідемстанція, Закарпатська обласна сільськогосподарська станція; заводи «Ужгородський Турбогаз», «Ужгородприлад»; визначення ренію, вольфраму, талію в напівпровідниках та кераміці — інститут фізики та хімії твердого тіла УжНУ та ін).
Винаходи Базеля зробили вклад у розв'язання низки технологічних та екологічних проблем (гальванічні покриття, нові матеріали, сенсори, моніторинг довкілля).

## Нагороди
Нагороджений нагрудними знаками «Винахідник СРСР» і «Відмінник освіти України».